# 29329 Knobelsdorff
29329 Knobelsdorff (1994 TN16) là một tiểu hành tinh vành đai chính được phát hiện ngày 5 tháng 10 năm 1994 bởi F. Borngen ở Tautenburg.